# Wąsewo Dwór
Wąsewo Dwór – nieczynny wąskotorowy przystanek osobowy w Świątnikach, w gminie Piotrków Kujawski, w powiecie radziejowskim, w województwie kujawsko-pomorskim, w Polsce. Został wybudowany w 1916 roku razem z linią kolejową do Nieszawy Wąskotorowej.